# Pfarrkirche St. Peter und Paul (Lustenau)

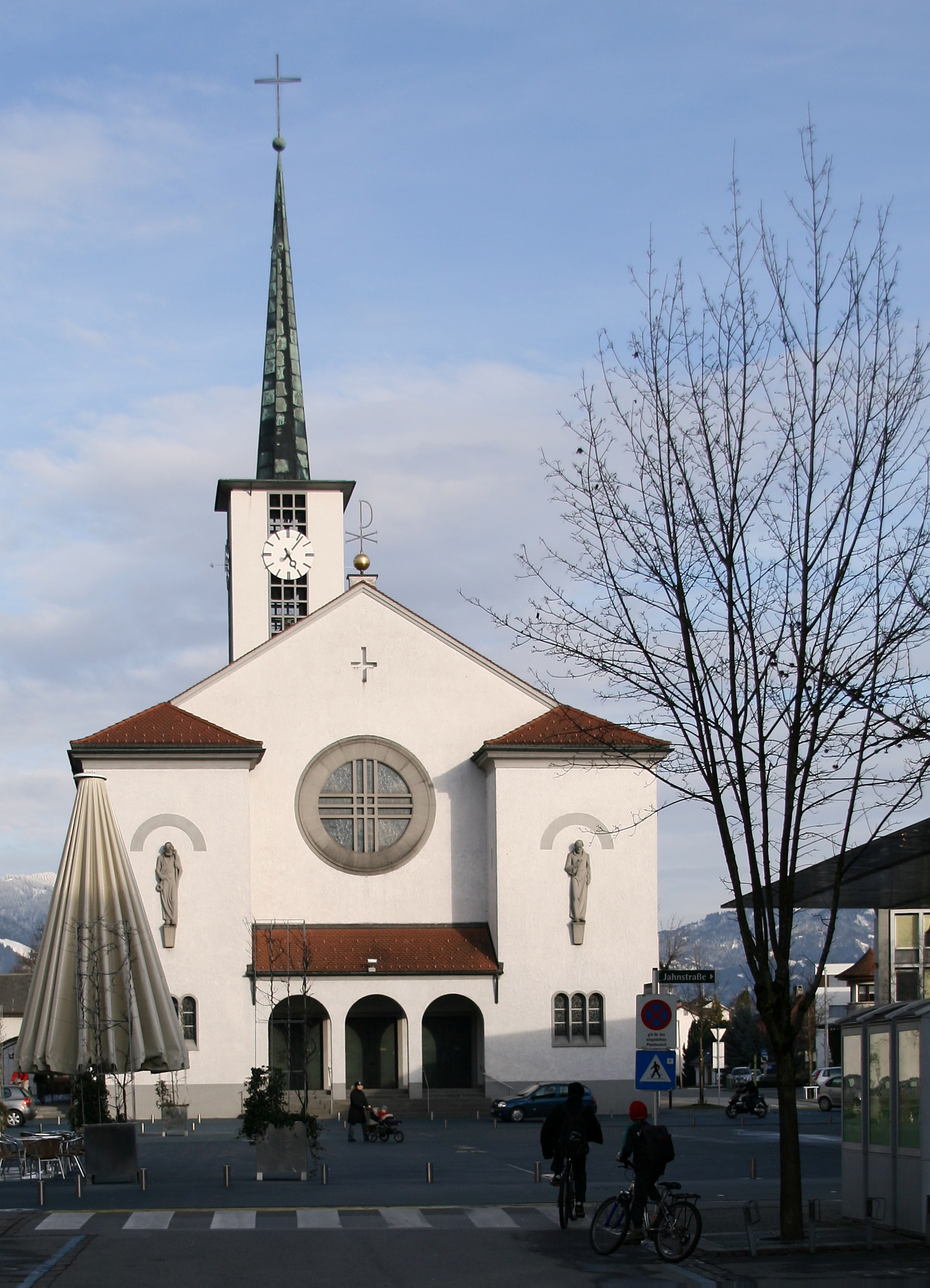
Blick vom Kirchplatz auf die Westseite der Kirche

Die Pfarrkirche zu den Hll. Peter und Paul (im üblichen Sprachgebrauch „(Pfarrkirche) St. Peter und Paul“) ist die älteste der drei römisch-katholischen Pfarrkirchen in der österreichischen Marktgemeinde Lustenau. Die zugehörige Pfarre Lustenau-Kirchdorf gehört zum Dekanat Dornbirn in der Diözese Feldkirch. Vorgängerbauten sind bis ins Jahr 1206 zurück belegt, das aktuelle Gebäude wurde ursprünglich 1830 errichtet und seitdem insgesamt drei Mal radikal umgebaut.
Die Kirche steht unter Denkmalschutz (Listeneintrag).

## Lage
Die Kirche steht mitten im Zentrum Lustenaus im Ortsteil Kirchdorf, für den sie als älteste Kirche der Gemeinde namensgebend war. Der Kirchplatz an der Westseite ist durch die stark befahrene Maria-Theresien-Straße vom Westportal getrennt, weswegen dieses verschlossen ist und die Besucher das Gebäude durch den nördlichen Seiteneingang betreten müssen. Südlich steht, durch die Rathausstraße getrennt, das Rathaus, östlich durch die Pfarrgasse getrennt der kleine Rathauspark, und im Norden schließt der Friedhof mit Arkaden an. An der südwestlichen Ecke ist das Lustenauer Kriegerdenkmal, die Trauernde Frau, aufgestellt. Mit dem Friedhof, dem darin befindlichen Priestergrab, dem Kriegerdenkmal und dem Rathaus befinden sich vier weitere denkmalgeschützte Objekte in unmittelbarer Umgebung der Pfarrkirche St. Peter und Paul.

## Geschichte

### Vorgängerbauten

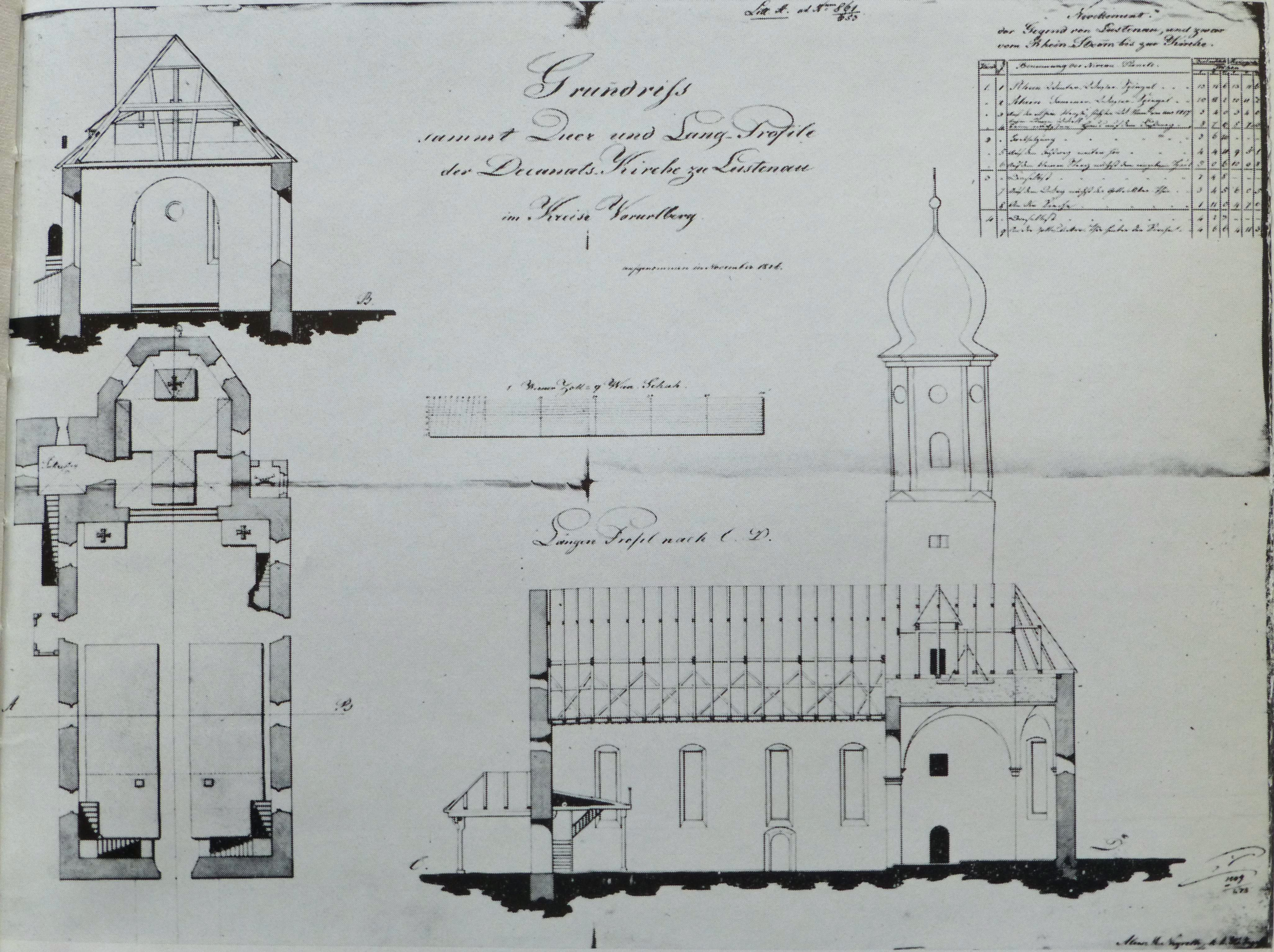
Plan der 1672 gebauten Kirche

Die älteste Aufzeichnung zur Kirchengeschichte in Lustenau bezieht sich auf die Zerstörung der ersten bekannten Kirche im Jahre 1206 durch den Rhein. Über einen Zeitraum von 100 Jahren wurde der Gottesdienst in einem hölzernen Gebäude gehalten, bevor 1306 eine neue Kirche gebaut wurde, die 1548 samt Friedhof erneut durch den Hochwasser führenden Rhein weggeschwemmt wurde. Der Standort dieser ältesten beiden Kirchen ist bis heute ungeklärt, die Vermutung, dass sie am Wiesenrain gestanden haben, ist zumindest umstritten.
Das 1581 erbaute dritte Kirchengebäude, das nach mündlicher Überlieferung im Ortsteil Grindel gebaut worden sein soll, war 1672 schon baufällig geworden, und so „entschloß man sich, solches abzubrechen, einen besseren Platz zu suchen und eben dieses Jahr 1672 die Kirche mit einem trefflich gelegten Fundament und ebenso felsenfesten Mauern und Thurm dahin zu bauen, wo sie wirklich steht“ (Franz Joseph Rosenlächer: Kirchenchronik). Diese vierte Kirche ist also die erste, die am Platz der heutigen Pfarrkirche St. Peter und Paul stand. Sie wurde am 5. Oktober 1677 eingeweiht, erst im Jahr 1692 wurde auch der Friedhof zum neuen Standort verlegt.
Für den Bau des Kirchturmes mit Uhr im Jahr 1696 stellte der Patronatsherr Karl Friedrich von Hohenems „660 Viertel“ gebrannten Kalk und 40 Tannen zur Verfügung. Eine sehr zufriedenstellend ausgeführte Reparatur und Erhöhung des Turmes im Jahre 1737 brachte dem Baumeister Johannes Kremmel das zur damaligen Zeit äußerst selten gewährte Privileg, als Fremder zum Bürger der Gemeinde Lustenau aufgenommen zu werden.
Die Kirche von 1672 bestand aus einem Langhaus mit vier Fenstern auf jeder Seite und einem eingezogenen Chor mit rechts zwei und links einem Fenster. Sowohl das Hauptportal im Westen als auch das Seitenportal im Süden hatten ein Vorzeichen. Der Turm in der Nordecke zwischen Langhaus und Chor war im Unterbau quadratisch und verjüngte sich oben in einen achteckigen Grundriss.

### Die „Negrellikirche“

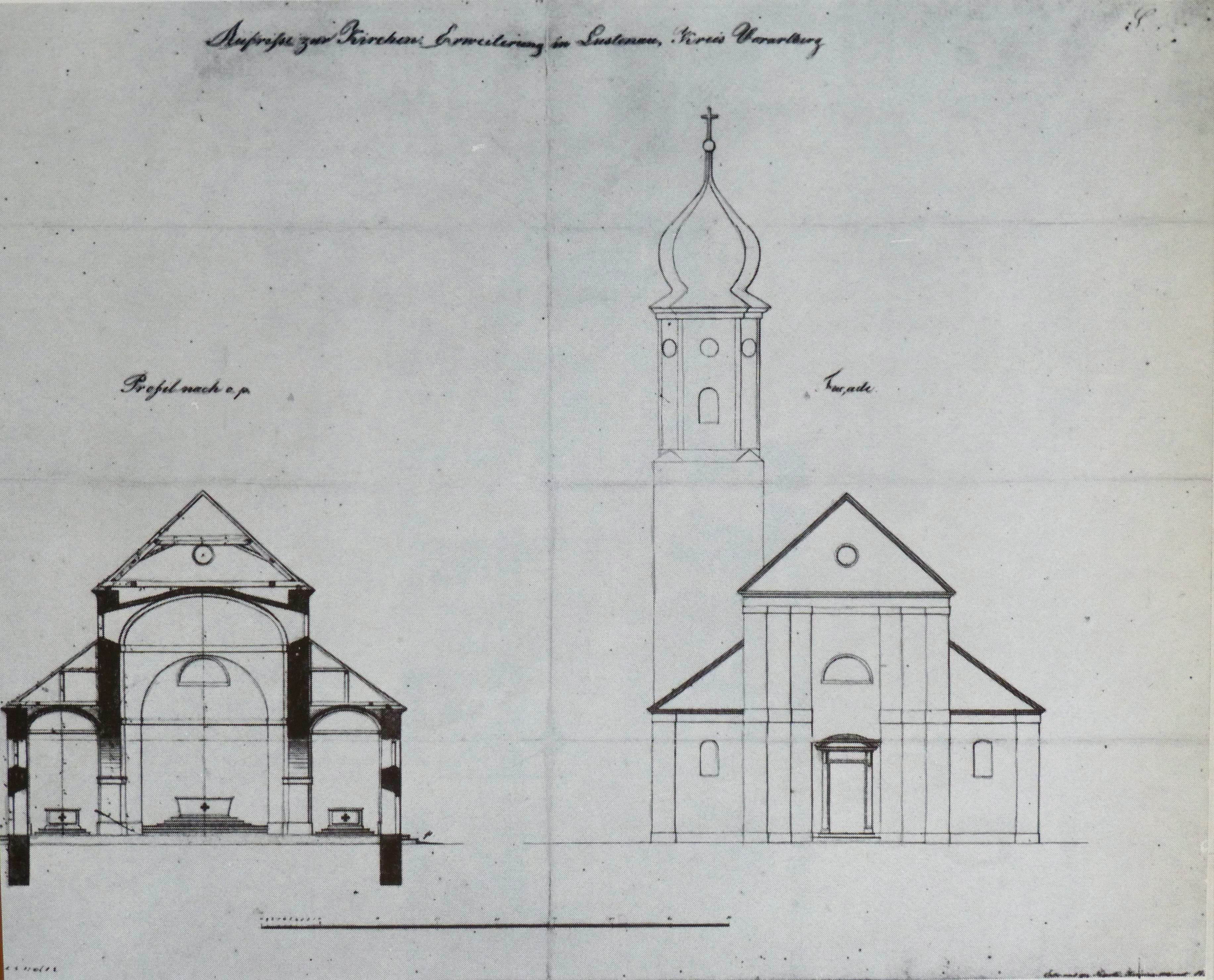
Negrelli-Plan für den Kirchenneubau 1830

Die Gemeindevorstehung Lustenaus beklagte sich im November 1823 in einem Bericht an das gräfliche Landgericht, dass die nur 19 m lange und 11 m breite Kirche aus allen Nähten platzte. Die Kirche fasste nur etwa 900 Personen, davon mehr als ein Drittel Stehplätze. Ein großer Teil der Pfarrangehörigen musste den Gottesdienst draußen vor der Kirche mitfeiern. Eine 1826 geplante Verlängerung der bestehenden Kirche wurde wieder verworfen. Stattdessen entwarf Alois Negrelli von Moldelbe einen Plan für einen Kirchenneubau, bei dem der Turm und ein Teil der Presbyteriumsmauer des bestehenden Gebäudes erhalten blieben. Im November 1829 bewilligte der Patronatsherr Graf Maximilian von Waldburg-Zeil den Neubau nach diesem Plan.
Im April 1830 wurde die alte Pfarrkirche abgebrochen. Es stellte sich dabei heraus, dass das Fundament so gut war, dass die neue Kirche darauf errichtet werden konnte, sodass man in diese bereits am 30. Oktober desselben Jahres einziehen konnte. In der Zwischenzeit waren die Gottesdienste in der Lorettokapelle gefeiert worden.
Die Negrellikirche war dreischiffig, wobei das Mittelschiff 13 m hoch war und die Seitenschiffe die halbe Breite und die halbe Höhe des Mittelschiffs aufwiesen. Die Decke des Mittelschiffes wurde von sechs Pfeilern getragen.
Weihbischof Tschiderer weihte die neue Kirche am 16. Oktober 1832 feierlich ein. Am 25. Februar 1833 wurde der Bau einer Orgel beauftragt, am 22. März stellte der Kunstmaler Johann Kaspar Weiß das von ihm gestaltete Altarblatt auf. Im selben Jahr wurde auch eine Totenkapelle eingerichtet und ein Ölberggemälde vom Lustenauer Künstler Anton Hämmerle gemalt.
1844 wurden drei neue Glocken angeschafft, die in Feldkirch gegossen wurden. Die Bevölkerung war zuerst vom neuen Geläute begeistert und der Pfarrer dichtete sogar ein Lied mit 16 Strophen auf die neuen Glocken, als die Kosten dann von den Einwohnern der Pfarrgemeinde eingefordert wurden, kam es zu zahlreichen Streitigkeiten, die sogar in einem förmlichen Prozess am Kreisamt gipfelten.

### Der Umbau von 1873

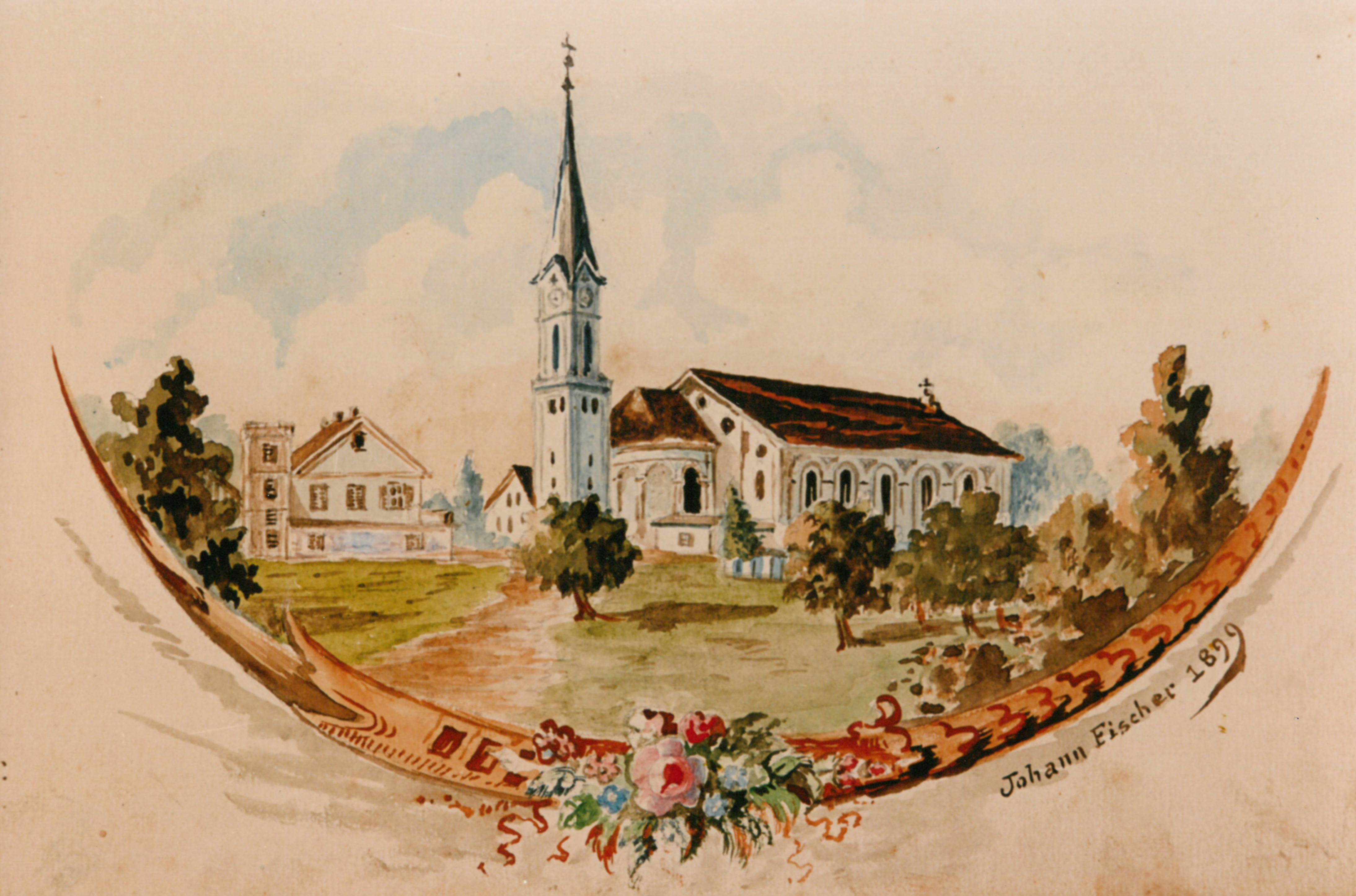
Nordostansicht der Kirche um 1899, gemalt von Johann Fischer

Von Anfang an hatte die Negrellikirche starkes Missfallen in der Bevölkerung ausgelöst. Der damalige Pfarrer Thomas Feßler kritisierte, dass sie „mehr einem Kornhaus als einem Gotteshaus gleiche“ und schrieb in einem Bericht, dass es der allgemeine Wunsch sei, dass „wenigstens diese schwerfälligen Pfeiler entfernt würden“. Im Jahre 1873 wurden daher die Seitenwände aufgemauert sowie das Dach samt Dachstuhl abgerissen und neu errichtet. Am 22. August 1875 weihte Johann Nepomuk Amberg die umgebaute Kirche ein. 1876 wurde der alte Kirchturm abgebrochen und ein neuer am Ostende des Gebäudes aufgestellt.

### Renovierungen
Im Rahmen einer Renovierung 1905 schuf Alfons Luger zwei Gemälde über dem Chorbogen und E. Luger Ornamente an den Wänden. 1907 wurde das Hauptportal erneuert, und im Jahre 1928 erhielt die Pfarrkirche einen neuen Außenverputz und neue Fenster von der Glasmalerei Innsbruck.
Nachdem der Zweite Weltkrieg in den 1940er Jahren eine bereits notwendig gewordene Renovierung verhindert hatte, hatte sich zu Beginn der 1950er Jahre der bauliche Zustand der Kirche derartig verschlechtert, dass bereits immer wieder Teile der Kirchendecke abbröckelten. Erst 1951 konnte mit dem Umbau nach Plänen des Stuttgarter Architekten Otto Linder begonnen werden. In der ersten Bauetappe wurde das Kirchenschiff nach Westen hin verlängert und die dadurch vorgerückte Fassade zur Maria-Theresien-Straße völlig neu gestaltet. Zum Schutz vor dem Straßenlärm wurde ein Windfang angebracht, und die gesamte Kirche wurde außen neu verputzt. 1952 und 1953 wurde der Innenraum komplett erneuert: Stuckdecke und Altäre wurden abgebrochen, das Kirchenschiff erhöht und der Dachstuhl über dem Presbyterium neu errichtet. Außerdem wurden Sakristeien angebaut und an der neuen Westfassade zwei Plastiken angebracht. Bei Arbeiten an der Unterkirche wurden Fundamente der früheren, 1672 gebauten Kirche entdeckt und gesprengt. Bereits am 10. Mai 1953 wurde wieder eine Messe in der Kirche gefeiert, der Innenausbau wurde aber erst 1957 abgeschlossen. In den Jahren 1959 und 1960 folgte schließlich noch eine Neugestaltung des Kirchturmes, der statt des bisherigen achteckigen nun einen quadratischen Grundriss und einen neuen Helm bekam.
Der Umbau in den 1950er Jahren veränderte das Aussehen der Kirche vollkommen und stieß in der Gemeinde auf zum Teil heftige Ablehnung. Als 1989 ein weiteres Umbauprojekt mit großer Mehrheit im Pfarrgemeinde- und Pfarrkirchenrat beschlossen worden war, formierte sich eine „Arbeitsgemeinschaft für eine maßvolle Renovierung unserer Pfarrkirche St. Peter und Paul in Lustenau“, die sich gegen das „unerfreuliche und kostspielige Radikalprojekt“ aussprach und dafür 1100 Unterschriften sammeln konnte. Nichtsdestotrotz wurden die ursprünglichen Pläne der Architektengemeinschaft Kaufmann-Lenz-Dietrich aus Schwarzach zwischen Februar 1990 und Pfingsten 1991 umgesetzt.

## Architektur

### Außenbeschreibung
Die Kirche hat ein neoromanisches Langhaus, das mit einem Satteldach gedeckt ist. Es hat auf jeder Seite fünf Rundbogenfenster ohne plastische Gliederung. Der niedrige Chor mit links und rechts je drei kleinen Rundbogenfenstern wird durch eine Rundapsis abgeschlossen und trägt ebenfalls ein Satteldach. An diesen schließt im Norden ein zweigeschoßiger und im Süden ein eingeschoßiger Sakristeianbau an. Der im Osten liegende Kirchturm mit quadratischem Grundriss hat einen achteckigen Spitzhelm. An der Westfassade sind zwei Seitenrisalite mit Walmdach. Dazwischen ist ein Dreieckgiebel mit Rosettenfenster. Darunter liegt die Vorhalle mit drei Rundbogenarkaden unter einem Pultdach. Im nördlichen Seitenrisalit ist ein Emporenaufgang. Im unteren Bereich der Risalite sind jeweils drei gekuppelte Rundbogenfenster. Darüber ist auf jeder Seite jeweils eine Heiligenfigur von Johann Schwer (akad. Bildhauer und Steinmetzmeister aus Bludenz). Auf der linken Seite ist der heilige Petrus, auf der rechten Seite der heilige Paulus dargestellt.

### Innenbeschreibung

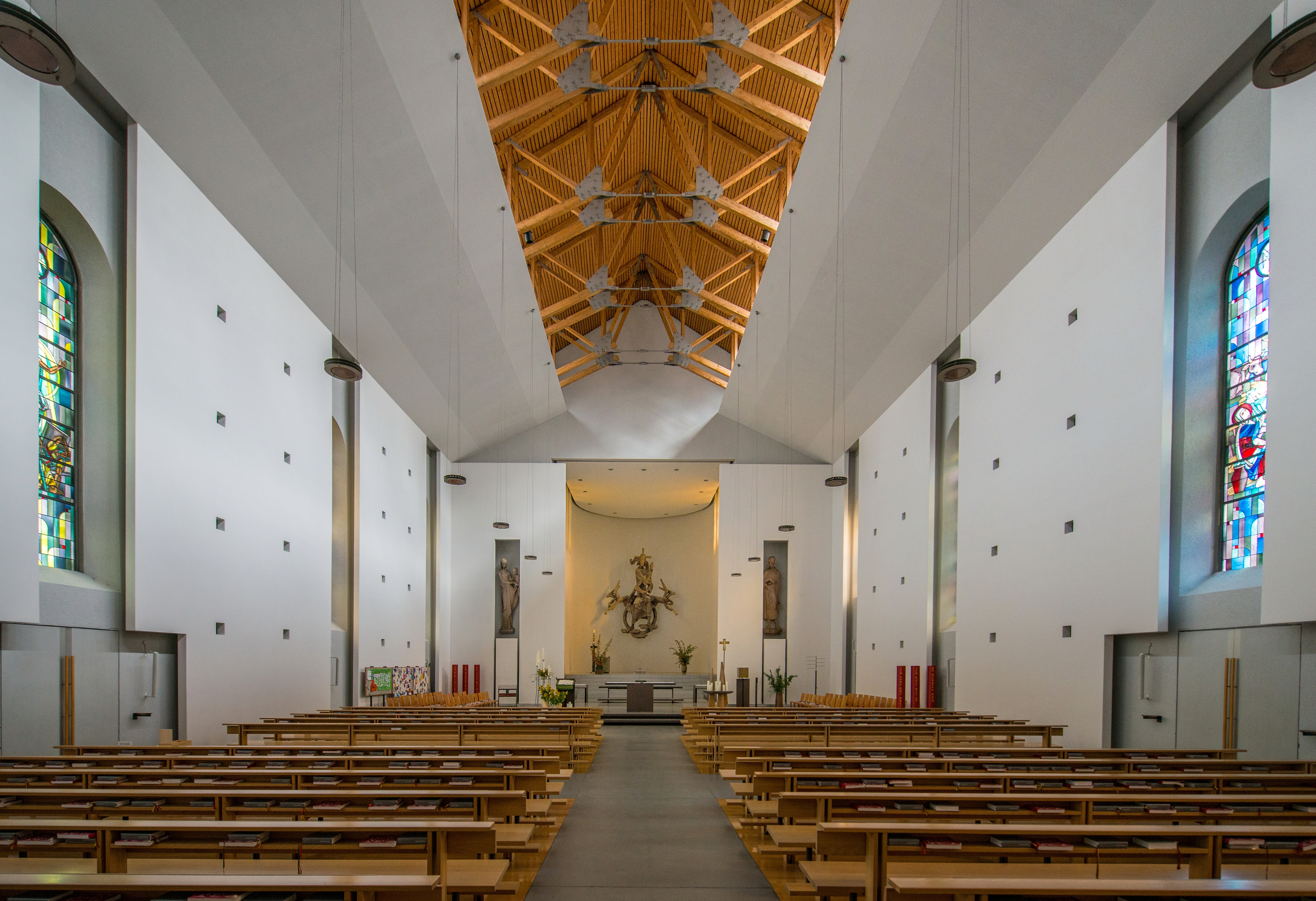
Innenansicht

Die Kirche ist ein langer Saalraum mit einer zum Dachgiebel hin offenen Decke. An der Westseite ist eine gerade Empore, die auf zwei Stützen ruht. Im linken Risalit ist eine von innen zugängliche kleine Kapelle, die Kreuzkapelle, eingerichtet, im rechten Risalit sind die Beichträume untergebracht. Das untere Geschoß der Nordsakristei ist als Marienkapelle ausgebaut, die von außen zugänglich ist.

## Ausstattung

### Gemälde und Skulpturen
In der Apsis hängt die Figur „Weltenrichter“ von Franz und Josef Staud aus dem Jahr 1952. An der Wand links und rechts neben dem Altarraum befinden sich von Josef Bachlechner dem Jüngeren geschnitzte überlebensgroße Figuren von Maria mit Kind und dem heiligen Josef. Im hinteren Bereich des Langhauses stehen an der rechten Seite eine Statue des heiligen Judas Thaddäus aus dem 20. Jahrhundert und links Statuen der heiligen Petrus und Paulus. Die Kreuzwegstationen an der hinteren Kirchenwand wurden von Alois Reich als Reliefschnitzerei ausgeführt, seine Insignien finden sich beim Bild der Grablegung. In der Kreuzkapelle befinden sich ein Gemälde mit einer Kreuzigungsszene und eine Pietà-Skulptur.

### Fenster
Die Glasmalereien an den Fenstern stammen von Edzard Seeger und wurden 1953–1954 von der Tiroler Glasmalereianstalt gefertigt. Bei der Renovierung der Kirche in den Jahren 1990/91 wurden die Fenster – ebenfalls von der Tiroler Glasmalereianstalt – restauriert und doppelverglast.
Im Langhaus sind an beiden Seiten je fünf Rundbogenfenster, deren Motive an die Rosenkranzgeheimnisse angelehnt sind:
| Seite  | Nummer (von vorne) | Geheimnis                   | Thema                                                                   | Stiftungsvermerk                                                                                        |
| ------ | ------------------ | --------------------------- | ----------------------------------------------------------------------- | --- |
| rechts | 1                  | 1. freudenreiches Geheimnis | Jesus, den du, o Jungfrau, vom Heiligen Geist empfangen hast (Lk 1,35 ) | Gewidmet von H. Pfarrer A. Salzgeber, Lustenau, und seinen Geschwistern                                 |
| rechts | 2                  | 2. freudenreiches Geheimnis | Jesus, den du, o Jungfrau, zu Elisabeth getragen hast (Lk 1,39–56 )     | Gestiftet von Familie Isidor Scheffknecht                                                               |
| rechts | 3                  | 3. freudenreiches Geheimnis | Jesus, den du, o Jungfrau, zu Betlehem geboren hast. (Lk 2,1–20 )       | Gestiftet von Familie Josef Bösch                                                                       |
| rechts | 4                  | 4. freudenreiches Geheimnis | Jesus, den du, o Jungfrau, im Tempel aufgeopfert hast (Lk 2,22–24 )     | Gestiftet von Familie Lambert König                                                                     |
| rechts | 5                  | 5. freudenreiches Geheimnis | Jesus, den du, o Jungfrau, im Tempel wiedergefunden hast (Lk 2,41–52 )  | Zum Andenken an Pfarrer Dr. Gebhard Baldauf                                                             |
| links  | 5                  | 4. schmerzhaftes Geheimnis  | Jesus, der für uns das schwere Kreuz getragen hat (Joh 19,17 )          | Zum Gedenken an Konrad Alge und seine Gattin Maria Bösch                                                |
| links  | 4                  | 5. schmerzhaftes Geheimnis  | Jesus, der für uns gekreuzigt worden ist (Joh 19,18 )                   | Gewidmet von den Familien Virgil Fitz                                                                   |
| links  | 3                  | 1. glorreiches Geheimnis    | Jesus, der von den Toten auferstanden ist (Lk 24,6 )                    | Gewidmet zum Gedenken an unsere Eltern Joh. Georg Seewald und Rosa Grabher von den Kindern              |
| links  | 2                  | 3. glorreiches Geheimnis    | Jesus, der uns den Heiligen Geist gesandt hat (Apg 2,1–13 )             | Zum ehrenden Gedenken an unsere Eltern Franz Sales Vetter und Maria geb. König gewidmet von den Kindern |
| links  | 1                  | 5. glorreiches Geheimnis    | Jesus, der dich, o Jungfrau, im Himmel gekrönt hat. (Offb 12,1 )        | |

Die kleineren Rundbogenfenster in den Risaliten zeigen größtenteils Heiligendarstellungen:
| Seite (von innen gesehen) | Nummer (von links) | Motiv                        | Stiftungsvermerk                                            |
| ------------------------- | ------------------ | ---------------------------- | ----------------------------------------------------------- |
| links                     | 1                  | Heilige Theresia             | Gewidmet von den Familien Peintner                          |
| links                     | 2                  | Heilige Bernadette Soubirous | Zum Gedenken an unsere Eltern Ignaz Kremmel und Regina Alge |
| links                     | 3                  | Heilige Maria Goretti        |                                                             |
| rechts                    | 1                  | Heiliger Pfarrer von Ars     | Hannes Grabher                                              |
| rechts                    | 2                  | Jesus als Guter Hirte        | Zum Gedenken an meine Frau Berta Kremmel, Arztensgattin     |
| rechts                    | 3                  | Heiliger Johannes Nepomuk    |                                                             |

An der Nordseite über der Empore ist eine Fassadenrosette, in der musizierende Engel abgebildet sind.

## Orgel

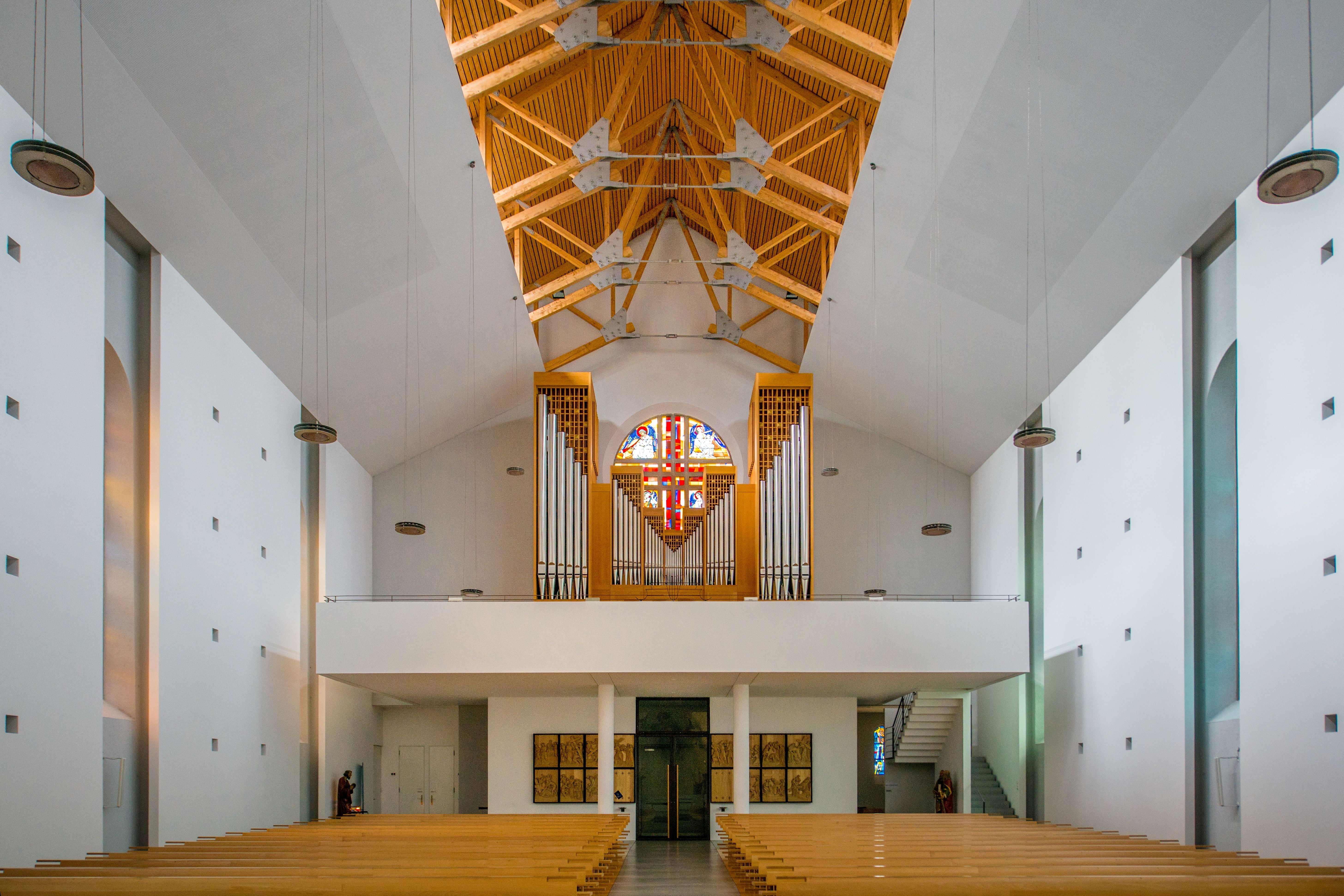
Blick auf die Orgel

1904 erhielt die Kirche eine Orgel, welche von dem Orgelbauer Anton Behmann entworfen und erbaut wurde. 1938 wurde das Orgelwerk von den Gebrüdern Rieger umgebaut und erweitert. Am 4. Juli 1998 wurde eine neue Orgel eingeweiht. Das Schleifladen-Instrument wurde von der Orgelbaufirma Pflüger (Feldkirch/Vorarlberg) erbaut und hat 36 Register auf zwei Manualwerken und Pedal. Die Spieltraktur ist mechanisch, die Registertraktur elektrisch.
| I Hauptwerk C–a3 |                   |        |
| 1.               | Bourdon           | 16′    |
| 2.               | Principal         | 8′     |
| 3.               | Hohlflöte         | 8′     |
| 4.               | Gemshorn          | 8′     |
| 5.               | Oktav             | 4′     |
| 6.               | Spitzflöte        | 4′     |
| 7.               | Quint             | 2 ⁄3′  |
| 8.               | Superoctav        | 2′     |
| 9.               | Terz              | 1 3⁄5′ |
| 10.              | Quint             | 1 ⁄3′  |
| 11.              | Cornett V (ab f0) | 8′     |
| 12.              | Mixtur IV-V       | 1 ⁄3′  |
| 13.              | Trompete          | 8′     |
| 14.              | Clairon           | 4′     |
|                  | Tremulant         |        |

| II Schwellwerk C–a3 |                     |        |
| 15.                 | Holzprincipal       | 8′     |
| 16.                 | Gedackt             | 8′     |
| 17.                 | Gamba               | 8′     |
| 18.                 | Schwebung (ab c0)   | 8′     |
| 19.                 | Octav               | 4′     |
| 20.                 | Flöte               | 4′     |
| 21.                 | Nazard              | 2 ⁄3′  |
| 22.                 | Flöte               | 2′     |
| 23.                 | Tierce              | 1 3⁄5′ |
| 24.                 | Mixtur IV           | 2′     |
| 25.                 | Fagott              | 16′    |
| 26.                 | Trompete harmonique | 8′     |
| 27.                 | Oboe                | 8′     |
|                     | Tremulant           |        |

| Pedalwerk C–f1 |               |       |
| 28.            | Principalbass | 16′   |
| 29.            | Subbass       | 16′   |
| 30.            | Octavbass     | 8′    |
| 31.            | Gedacktbass   | 8′    |
| 32.            | Choralbass    | 4′    |
| 33.            | Nachthorn     | 2′    |
| 34.            | Rauschbass IV | 2 ⁄3′ |
| 35.            | Posaune       | 16′   |
| 36.            | Trompete      | 8′    |

- Koppeln: II/I, I/P, II/P
- Spielhilfen: Sequenzer, Setzeranlage, Registercrescendo

## Glocken
Das Kirchengeläut der fünf Stahlglocken ist auf die Schlagtöne H° – c' – d' – f' – g' gestimmt. Die Glocken wurden 1922 durch die Böhler-Werke in Kapfenberg gegossen, nachdem das im Jahr 1900 gefertigte Vorgängergeläut schon im Ersten Weltkrieg zur Rüstungsproduktion eingeschmolzen wurde.

## Seelsorge
Nach der von Pfarrer Franz Joseph Rosenlächer im Jahre 1804 rückblickend angelegten Pfarrchronik soll Lustenau ursprünglich als Filialkirche zuerst Marbach und später Berneck untergeordnet gewesen sein. Später, als Lustenau zur selbständigen Pfarre erhoben wurde, umfasste das Pfarrgebiet auch Hohenems und vermutlich die heutigen Schweizer Gemeinden Au und Widnau. Über mehrere Jahrhunderte stand die Pfarre unter dem Patronat der Grafen von Hohenems. Für das Jahr 1275 ist die Pfarre Lustenau belegt, die älteste noch erhaltene namentliche Erwähnung eines Pfarrers stammt aus dem Jahre 1355.
Ritter Marquard von Ems stiftete 1478 eine Frühmesspründe, um durch einen zweiten Seelsorger den Pfarrer zu entlasten. Vikare bzw. Kapläne, Pfarrhelfer und Katecheten in wechselnder Zusammensetzung ergänzen seit mindestens 1651 das Seelsorgeteam.

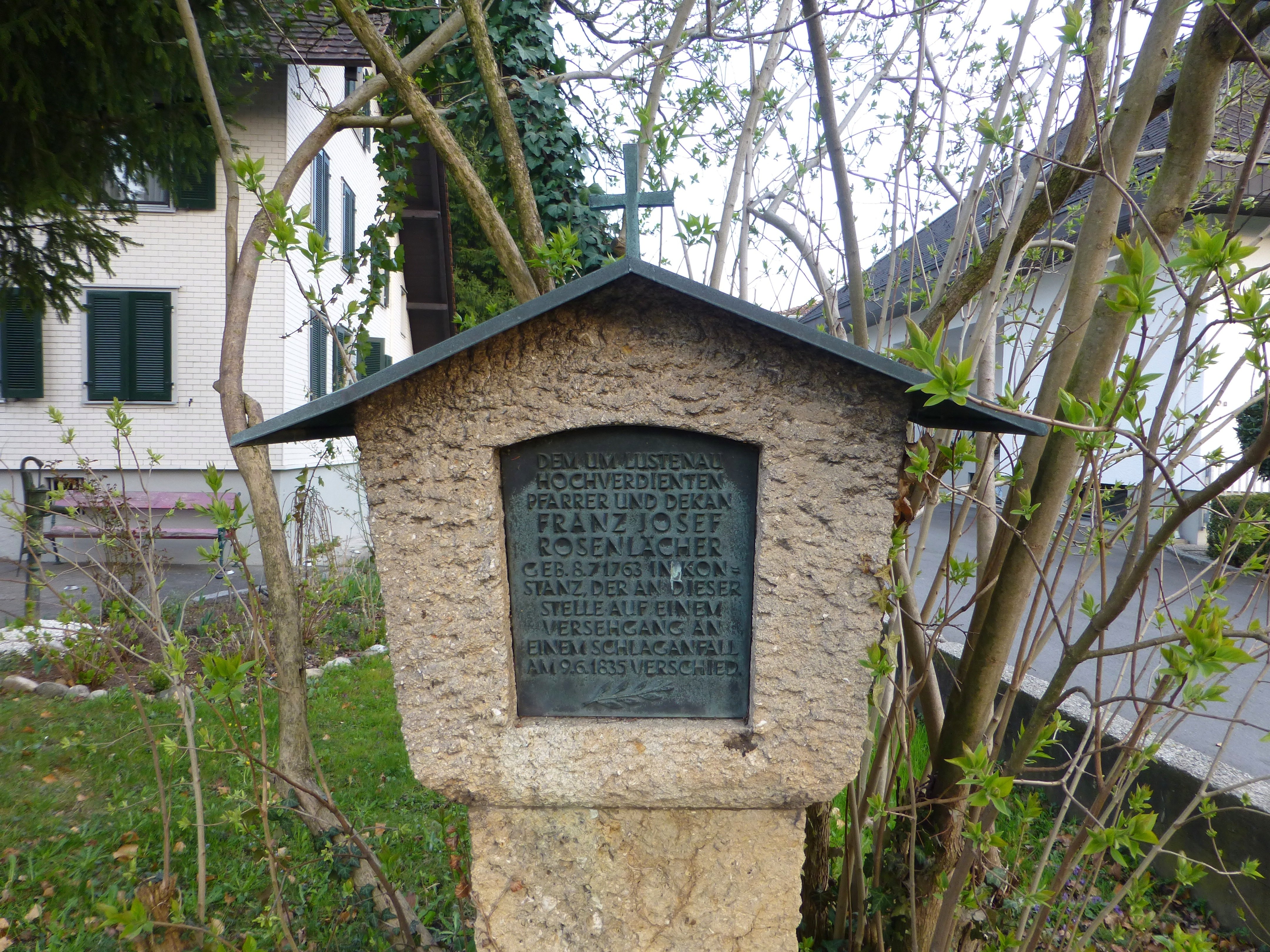
Gedenkstein für Franz Josef Rosenlächer, Pfarrer von 1800 bis 1835

Der von 1800 bis 1835 amtierende Pfarrer Franz Josef Rosenlächer nahm großen Einfluss auf die Entwicklung der Gemeinde Lustenau während dieser Zeit. Viele seiner Initiativen zielten auf die Verbesserung der Schulbildung ab. Auch im kulturellen Bereich engagierte er sich, er führte den deutschsprachigen Kirchengesang ein und gründete die erste Musikkapelle des Ortes, die die zweite überhaupt in Vorarlberg war. Er verfasste eine zweibändige Pfarrchronik, und auch der Bau der Negrellikirche wurde von ihm initiiert. Am 9. Juni 1835 verstarb Rosenlächer beim Heimweg von einem Krankenbesuch an einem Schlaganfall. Am Ort seines Todes wurde zu seinem Gedenken ein Bildstock aufgestellt, der später durch einen Gedenkstein ersetzt wurde. Die Rosenlächerstraße in Lustenau ist zu seinen Ehren benannt.
Der aus Altach stammende Johann Jakob Brändle war von 1819 bis 1826 Frühmesser in Lustenau und wurde nach dem Tode Rosenlächers sein Nachfolger als Pfarrer. Er wirkte 34 Jahre lang bis zu seinem Tod am 29. Dezember 1869. Ihm zu Ehren wurde die Brändlestraße benannt.
Pfarrer Thomas Feßler aus Lochau, der von 1870 bis 1881 wirkte, ist vor allem durch den Umbau der Kirche während seiner Amtszeit in die Kirchengeschichte eingegangen. Auf ihn folgten Josef Wolf bis 1883, Thomas Hagen bis 1911 und anschließend Alois Dietrich bis 1922.
Von 1922 bis 1944 war Gebhard Baldauf Pfarrer von Lustenau. In seine Amtszeit fallen der Bau der Erlöserkirche und des Theresienheims. Im August 1940 wurde er von der NSDAP mit Gauverbot belegt und flüchtete über das Zisterzienserkloster bei Überlingen nach Lindau, wo er 1944 überraschend verstarb.
Alfred Salzgeber war von 1912 bis 1922 Katechet in Lustenau, anschließend Frühmesser. Ab 1940 vertrat er als Pfarrprovisor den vertriebenen Pfarrer Gebhard Baldauf und wurde nach dessen Tode schließlich 1944 selbst zum Pfarrer ernannt. Aus Anlass seiner fünfzigjährigen Seelsorgetätigkeit in Lustenau erhielt er 1962 die gerade erst neu geschaffene Auszeichnung des Ehrenrings der Marktgemeinde. Pfarrer Alfred Salzgeber starb am 4. August 1967 im Alter von 83 Jahren, nach 55 Jahren Seelsorge in Lustenau, ohne jemals in den Ruhestand getreten zu sein.
Unter seinem Nachfolger Dietmar Seeger, der von 1967 bis zu seinem Unfalltod 1971 nur vier Jahre lang wirkte, wurde gemäß den Bestimmungen des Zweiten Vatikanischen Konzils ein Volksaltar eingerichtet. Zwischen 1971 und 1982 hatte Eugen Giselbrecht das Amt des Pfarrers inne, anschließend für einen Zeitraum von 40 Jahren Josef Drexel. Am 1. September 2022 übernahm der aus Indien stammende Rosh Joseph Kalluveettil die Seelsorge der Pfarrgemeinde.